# Israël Aharoni
Pour les articles homonymes, voir Aharoni.
Israël Aharoni (ישראל אהרוני) est un zoologiste, pionnier dans les sciences naturelles de la Palestine. Il étudie la faune palestinienne au travers de la littérature de langue hébreu. Dans les dernières années de sa vie, il enseigne la zoologie à l'université hébraïque de Jérusalem.

## Biographie
Israël Aharoni naît en Lituanie le 7 juillet 1882, et émigre en Palestine en 1901. Durant la Première Guerre mondiale, il est zoologue au sein de l'armée turque, et de 1918 à 1921, il devient le zoologue officiel du gouvernement mandataire britannique. Il multiplie ses voyages de découverte de la faune des pays limitrophes, et est à l'origine de la découverte non seulement de la présence de certaines espèces jusqu'alors inconnues au Moyen-Orient, mais aussi d'espèces animales nouvelles pour la Science. Aharoni s'évertue à identifier dans la nature les animaux mentionnés dans les écrits bibliques. L'écrivain Eliezer Shmali écrit à son propos : « Aharoni a sorti de leur sommeil le buffle et le renard, le lapin et l'araignée endormis durant 2 000 ans entre les pages du Talmud, et les a fait danser dans les rues de Jérusalem et Tel-Aviv, de Rishon LeZion et de Nahalal. Le renard est devenu un véritable carnivore qu'on peut rencontrer ici ou là. Le guêpier n'est plus simplement qu'une variété d'oiseau, mais désormais un sympathique méropidé dont on apprécie les coloris. Quant au buffle, il a fini d'être une bête légendaire, pour s'incarner en réel animal. »
Israël Aharoni trouve en son épouse une partenaire de travail de qualité. Au travers de ses écrits, il s'avère que la zoologie et l'ensemble de sa vie ne font qu'un. Israël Aharoni décède le 9 octobre 1946.